# Борнейська пантера
Борнейська пантера (Neofelis diardi) — вид хижих ссавців із родини котових (Felidae).
Знайдена на Борнео, Суматрі і можливо на островах Бату. Хоча вчені знали про існування цих тварин починаючи з 19-го сторіччя, видовий статус вони отримали нещодавно. Донедавна Neofelis diardi був класифікований як підвид Neofelis nebulosa, але дослідники вивчили молекулярні докази й зараз вважають його окремим видом.

## Етимологія
Вид названий на честь П'єра-Медара Діара (Pierre-Medard Diard, 1794—1863), французького дослідника.

## Анатомія
Борнейська пантера має таку ж структуру, як і димчаста пантера. Довжина тіла від 70 до 105 см, довжина хвоста від 60 до 85 см, вага від 12 кг до 25 кг. Це найбільша кішка на тих землях. Більшість її здобичі живе на деревах, через це вона навчилася відмінно лазити по деревах. З короткими, гнучкими, ногами, великими лапами, і гострими кігтями, ця велика кішка дуже стійка. Схожі на собачі зуби сягають двох дюймів завдовжки, що, пропорційно до довжини черепа, довше, ніж в будь-якої іншої наявної тварини родини котових. Хвіст дуже довгий. Лапи короткі, великі, з гострими пазурами.

## Ареал
Борнейська пантера живе на Борнео, Суматрі, на островах Бату. На острові Ява знайшли кістяки цього звіра, але живих тварин там не має.

## Місце проживання
Живе переважно в тропічних і субтропічних лісах, на висоті до 2000 м.

## Поведінка
Поведінка мало вивчена через його потаємне життя. Досліджено, що вони дуже поодинокі й відмінно лазять по деревах.

## Історія
Перше ім’я було Neofelis diardi, на честь французького натураліста і дослідника П'єра-Медара Діара (англ. Pierre-Medard Diard, 1794-1863). Генетичний аналіз Neofelis nebulosa і Neofelis diardi свідчать, що два різновиди відхилилися 1.4 мільйонів роки тому, після того, як тварини використали для розселення зараз затоплений, сухопутний міст, щоб досягти Борнео і Суматри з континентальної Азії.

## Популяція
Оскільки Борнейська пантера дуже таємна, точних цифр її популяції не існує. Проте, недавні (2006) вивчення оцінюють, що до 11,000 великих котів живуть на Борнео, до 7,000 на Суматрі і до 3,200 в Сабахі. У країнах його рідних земель, полювання на нього заборонено. Стан населення борнейської пантери оцінюється як загрозливий. Ліс, природне середовище проживання цієї кішки в місцях її проживання вирубується дуже значними темпами. Так, в суматранській провінції Ріау за останні 25 років зникло 65% лісу.
У 2017 році було опубліковано роботу групи вчених з Університету Сассекса і Оксфордського університету, в якій вони приходять до висновку, що серед видів великих кішок борнейській пантері разом із левом загрожує найбільше скорочення їх раціону, а отже і скорочення їх популяцій. Зокрема, скорочення харчової бази борнейської пантери сягатиме 63%.